# Big Man on Campus
 (janvier 2012).
Si vous disposez d'ouvrages ou d'articles de référence ou si vous connaissez des sites web de qualité traitant du thème abordé ici, merci de compléter l'article en donnant les références utiles à sa vérifiabilité et en les liant à la section « Notes et références ».

Big Man on Campus est un film de comédie fantastique réalisée par Jeremy Paul Kagan, sortie  en 1989, inspirée du roman Notre-Dame de Paris de Victor Hugo. 

## Fiche technique
- Réalisation : Jeremy Paul Kagan
- Musique : Joseph Vitarelli.

## Distribution
- Allan Katz : Bob Maloogaloogaloogaloogalooga , un bossu découvert dans le clocher de l'université UCLA de Californie
- Corey Parker : Alex, un élève chargé de l'éducation de Bob
- Cindy Williams : le docteur Diane Girard, une prof de fac
- Melora Hardin : Cathy, une prof de fac, la petite amie d'Alex
- Gerrit Graham : Stanley Hoyle
- Jessica Harper : le docteur Fisk
- Tom Skerritt : le docteur Webster, un prof de fac
- John Finnegan : le juge Ferguson
- Bill Morey : Crawford, le président de l'université